# Let's Get Blown
Let's Get Blown é o segundo single de Snoop Dogg para o seu sétimo álbum de estúdio de  R & G (Rhythm & Gangsta): The Masterpiece, a canção foi produzida pela dupla The Neptunes. Apesar de não ter sido um sucesso de vendas nos Estados Unidos a faixa foi um dos maiores sucessos de Snoop Dogg no Reino Unido. Let's Get Blown é um dos quatro singles do sétimo álbum de Snoop juntamente com Drop It Like It's Hot, Ups & Downs e Sings, que conta com a participação de Justin Timberlake.
A musica conta com a participação Pharrell Williams e Keyshia Cole. Em 2005 a dupla de produtores The Neptunes foram nomeados ao Grammy Awards na categoria melhor produção de Rap, pelo desempenho na produção da faixa.

## Versões oficiais
1. "Let's Get Blown" (Album Version) / (Album Version Explicit)

## Tabelas musicais
| Tabelas musicais (2005)                              | Melhor posição |
| ---------------------------------------------------- | -------------- |
| África do Sul (5FM)                                  | 1              |
| Bélgica (Ultratop 50 Flanders)                       | 42             |
| Bélgica (Ultratip Wallonia)                          | 2              |
| Países Baixos (Mega Single Top 100)                  | 35             |
| Finlândia (Suomen virallinen lista)                  | 18             |
| Grécia (IFPI Greece Top 20)                          | 15             |
| Irlanda (IRMA)                                       | 16             |
| Itália (FIMI)                                        | 24             |
| Nova Zelândia (Recorded Music NZ)                    | 19             |
| Suíça (Schweizer Hitparade)                          | 22             |
| Reino Unido (UK Singles Chart)                       | 13             |
| Estados Unidos (West Hollywood Radio Top 40 Singles) | 1              |
| Estados Unidos (Billboard Hot 100)                   | 54             |
| Estados Unidos (Billboard R&B/Hip-Hop Songs)         | 19             |
| Estados Unidos (Billboard Hot Rap Songs)             | 12             |
| Estados Unidos (Billboard Rhythmic Top 40)           | 26             |

## Ligação externa
- «Sítio oficial»